# Gens Emília
La gens Emília (Aemilia i abans Aimilia, en plural:Aemilii) era una antiga família romana que ja existia en temps del rei Numa. Probablement eren d'origen sabí. El primer membre de la família amb el càrrec de cònsol fou Lluci Emili Mamerc (Lucius Aemilius Mamercus) el 484 aC. Hi ha dues carreteres principals que porten el nom d'aquesta família: la Via Emília i la Via Emília Scàuria; i també un important edifici, la Basílica Emília.

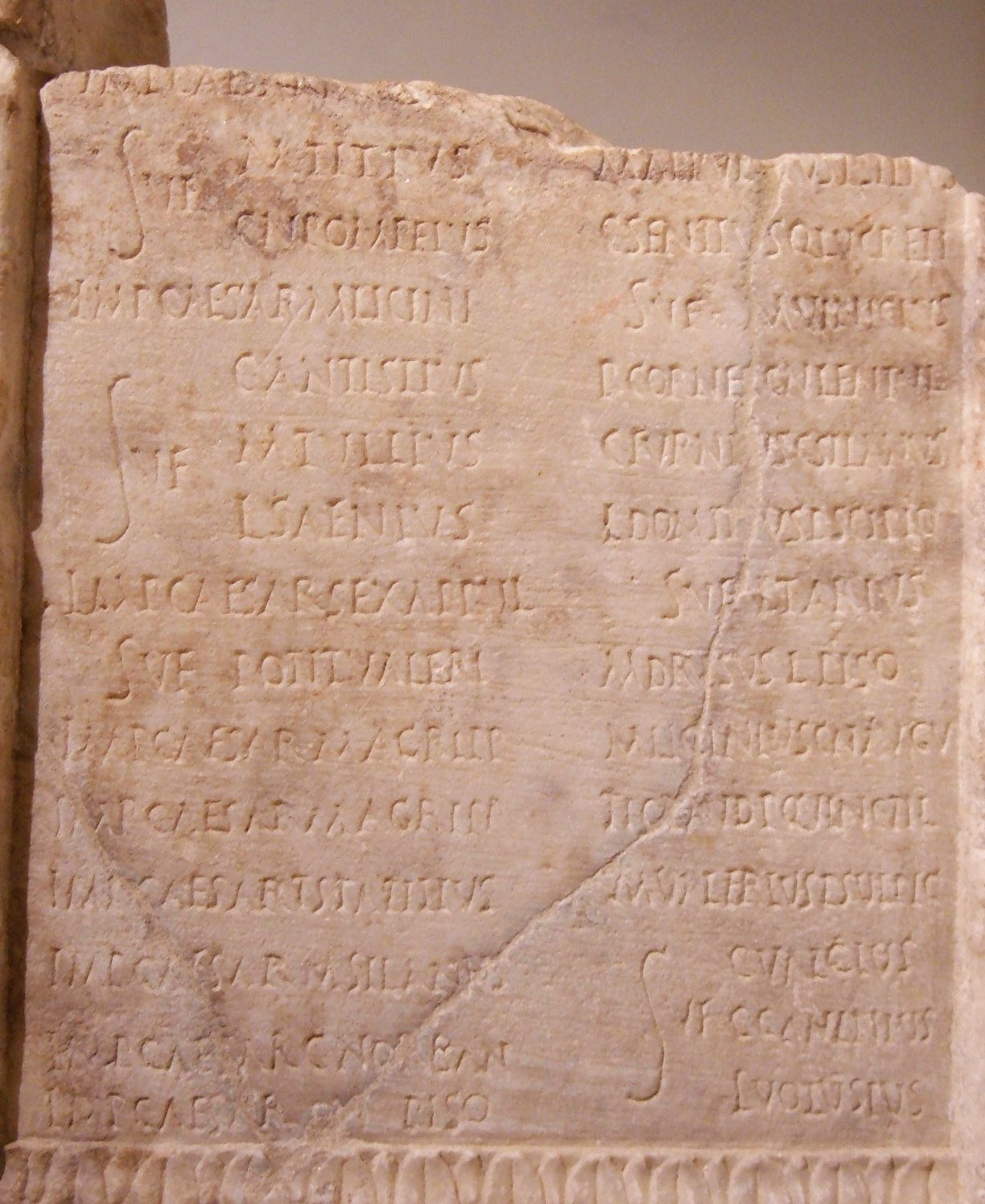
Fasti de pedra de l'època imperial amb inscripcions de membres de la gens Emília.

## Orígens
Hi havia diverses històries sobre l'origen d'aquesta gens. La més coneguda deia que l'havia fundat un tal Mamercus, fill del rei Numa Pompili, però aquest Mamercus també era citat com el creador o avantpassat d'altres gentes romanes: Pompilia, Pomponia, Calpurnia i Pinària. Una variació d'aquesta història deia que Mamercus, era l'avantpassat d'un fill de Pitàgores, el qual hauria estat mestre de Numa. Però, com Livi va fer notar, això no era possible, ja que Pitàgores va néixer més d'un segle després de la mort de Numa.
Es deia també que a aquest Mamercus li havien posat el nom d'Aemilius a causa de la seva manera de parlar tan persuasiva. Els qui afirmaven aquesta idea pensaven que venia de l'expressió en osc: δι αιμυλιαν λογου (di aimilian logou, «pel discurs convincent»), però els lingüistes actuals donen per falsa aquesta etimologia. Una altra proposta sobre l'origen de la paraula era que derivés del mot aemulus («rival»). Segons una altra llegenda els Aemilii eren descendents d'Aemylos, un fill d'Ascani, que era un personatge quatre-cents anys anterior a Numa. Encara hi havia una altra contalla que assegurava que els Aemilii descendien d'Amuli, el pervers oncle de Ròmul i Rem, qui va fer fora del tron al seu germà Numítor, rei d'Alba Longa.
A banda de si cap d'aquestes històries era certa, es pot dir que molt probablement els Emilis eren de procedència sabina. El praenomen Mamercus deriva de Mamers, un déu venerat pels sabins del centre i sud de la península italiana, sovint identificat amb Mart. Encara que amb el temps es va considerar un nom llatí, entre les famílies patrícies només el van fer servir els Aemilii i els Pinarii.

## Praenominausats per la gens Emília
Els Emilis van fer servir preferentment aquests noms: Mamercus, Lucius («il·luminat»), Manius (derivat de mane, «el matí»), Marcus (relacionat amb el nom del déu Mart), i Quintus (alguns autors pensen que podria significar «el cinquè fill», mentre altres creuen que podria voler dir «nascut el cinquè mes»). Els Aemilii Mamercini van fer servir, a més, els noms: Tiberius (relacionat amb el rei Tiberí) i Gaius («el qui gaudeix»); mentre que els Aemilii Lepidi, van tenir predilecció per noms antics i poc sentits: Paullus, probablement en honor de la família Aemilii Paulli, que s'havien extingit feia uns cent anys. Les filles dels Aemilii eren conegudes per emprar noms numèrics: Prima, Secunda i Tertia, encara que de vegades s'interpretaven com a cognoms.

## Branques de la gens Emilia

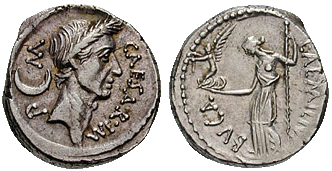
Denari amb la inscripció BUCA, amb el cap de Juli Cèsar per un costat i per l'altre Venus amb la imatge de la Victòria a la mà.

Els membres més antics van fer servir el cognom Mamercinus. Durant l'època de les Guerres samnites van sorgir diverses branques d'aquesta família: Barbula, Buca, Buga, Lepid, Papus, Paulus, Regillus i Scaurus.
Els Paulus es van extingir amb la mort de Luci Emili Paul·le Macedònic, l'any 160 aC. Els seus fills van ser adoptats, encara que no eren nens petits, per les famílies Fabii Maximi i els Cornelii Scipiones.
La branca dels Aemilii Lepidi va destacar a començament del segle iii aC i es van mantenir així fins a l'època imperial. La branca dels Aemilii Scauri van adquirir fama des de començaments del segle ii aC fins al segle i. Els cognomina Buca i Regillus sembla que van pertànyer a famílies de poca durada. En l'època imperial els Emilis van afegir agnomen als seus noms i cognoms.

## Membres destacats

### Els principals
Per veure la llista dels personatges històrics de les principals branques consulteu els articles: Barbula, Buca, Lèpid (família), Pap (família), Paul·le i Escaure.

### Els secundaris
(Sobre el significat de les abreviacions n. f. consulteu: Filiació)
- Marcus Aemilius Regillus (mort el 205 aC), Flamen Quirinalis i candidat a cònsol, sense aconseguir-ho, el 214 aC.
- Lucius Aemilius (M. f.) Regillus, pretor el 190 aC, durant la guerra contra Antíoc III.
- Marcus Aemilius (M. f.) Regillus (mort el 190 aC), germà de l'anterior, mort en la guerra contra Antíoc.

### Altres membres destacats
- Aemilia, una vestal, qui miraculosament va encendre la flama extingida amb un estrip del seu vestit.
- Aemilia, una vestal, condemnada a mort acusada d'incest el 114 aC.
- Caeso Aemilius K. f., un enginyer d'època incerta.[5][6]
- Marcus Aemilius Avianus, amic de Ciceró i patró d'Avianus Evander i d'Avianus Hammonius.[7]
- Aemilius Macer (mort el 16 aC), poeta que va escriure sobre ocells, serps i plantes medicinals.
- Aemilius Macer (s. III), jurista que va viure en temps d'Alexandre Sever.
- Aemilius Sura, historiador, probablement contemporani de Gai Vel·lei Patercle.
- Aemilius Rufus, prefecte de cavalleria amb Gneu Domici Corbuló enviat a Armènia.

Aemilius Pacensis, tribú de la cohort de la ciutat durant la mort de Neró l'any 69; va morir lluitant contra Vitel·li.
- Aemilius Asper (s. II), gramàtic i comentarista de Terenci i de Virgili.
- Aemilius Asper Junior (s. II), gramàtic i autor de l'Ars Grammatica.
- Aemilius Papinianus (141-212), jurista.
- Marcus Aemilius Aemilianus (c. 206-253), governador de Pannonia i Moesia, proclamat Emperador el 253, però assassinat pels seus soldats.[8]
- Aemilius Magnus Arborius (s. IV), poeta i amic dels germans de Constantí.
- Aemilius Parthenianus, historiador, va fer un relat sobre diversos homes que van aspirar a tirans.
- Aemilius Probus (s. IV), gramàtic, erròniament se li va atribuir l'autoria de Excellentium Imperatorum Vitae, obra de Corneli Nepot.
- Blossius Aemilius Dracontius (s. V), poeta cristià.